# Gran Premio Montelupo 1975
Il Gran Premio Montelupo 1975, undicesima edizione della corsa, si svolse il 19 luglio 1975 su un percorso di 204 km. La vittoria fu appannaggio del belga Roger De Vlaeminck, che completò il percorso in 5h08'00", precedendo lo svizzero Roland Salm e l'italiano Wilmo Francioni.
Sul traguardo di Montelupo Fiorentino 32 ciclisti, su 56 partiti dalla medesima località, portarono a termine la competizione. 

## Ordine d'arrivo (Top 10)
| Pos. | Corridore          | Squadra       | Tempo    |
| ---- | ------------------ | ------------- | -------- |
| 1    | Roger De Vlaeminck | Brooklyn      | 5h08'00" |
| 2    | Roland Salm        | Zonca-Santini | s.t.     |
| 3    | Wilmo Francioni    | Magniflex     | a 1'00"  |
| 4    | Walter Riccomi     | Scic          | s.t.     |
| 5    | Davide Boifava     | Furzi-F.T.    | s.t.     |
| 6    | Pasquale Pugliese  | Zonca-Santini | s.t.     |
| 7    | Celestino Vercelli | Scic          | s.t.     |
| 8    | Valerio Lualdi     | Brooklyn      | s.t.     |
| 9    | Giuseppe Rodella   | Furzi-F.T.    | s.t.     |
| 10   | Luciano Conati     | Scic          | s.t.     |